# Copago
El copago, en general, es el deducible o la vía de financiación de un servicio de salud por la cual el usuario paga una cantidad cada vez que lo utiliza. Se denomina «copago» porque se complementa este pago con otra vía de financiación - los impuestos (por ejemplo, para financiar el sistema público de salud) o una cuota periódica (por ejemplo, en el caso de un seguro médico privado). Los objetivos del copago son contribuir a financiar el sistema y contener su uso innecesario. El copago también puede servir para reducir el coste social de las listas de espera.
Una desventaja potencial de un sistema de copago es que, si su importe es muy alto, se corre el riesgo de disuadir del uso del servicio a personas que necesitan usarlo pero tienen pocos ingresos. Para mitigar esta desventaja, puede haber niveles mayores de cobertura (y por tanto un copago menor) en determinados casos. Por ejemplo, en un sistema de copago sanitario, puede haber reducciones en grupos más vulnerables, como niños o ancianos, o para enfermedades cuyo tratamiento sea especialmente costoso.

## Terminología
El copago contrasta con el coseguro en que el copago consiste en una cantidad fija, mientras que el coseguro es un porcentaje del coste del servicio.
También contrasta con la cuota moderadora o ticket moderador, en el sentido de que estos son un «peaje» por usar el servicio sanitario, mientras que el copago es el pago de parte del coste de la operación o servicio.
El copago casi siempre se asocia a los seguros médicos privados o públicos pero lo que denominamos en los seguros de daños  de automóviles   seguro a todo riesgo con franquicia es también una forma de copago ya que el asegurado siempre pagará primero el importe  de la franquicia contratada y firmada entre las partes en caso de un siniestro.

## Efectos observados
El copago en el medicamento ha sido asociado con reducciones en el uso necesario de medicamentos apropiados para enfermedades crónicas, como la insuficiencia cardíaca, cáncer de mama y asma. En un estudio de 2007 de la Corporación RAND concluyó que un copago alto provocaba que los pacientes disminuyeran las dosis de medicamentos, realizaran paros o abandonaran el tratamiento.

## Crítica
En España son comunes las críticas a la implantación de un sistema de copago sanitario y a la misma construcción de la palabra «copago». Según estas críticas, el término «copago» evoca un pago compartido del sistema, algo que ya se hace a través de los impuestos, por lo que se sustituye por el término «repago», que sugiere que se está volviendo a pagar por lo que ya se ha pagado previamente vía impuestos.
En este sentido, en marzo de 2012, durante la campaña de las elecciones andaluzas, Alfredo Pérez Rubalcaba criticó el copago calificándolo de «repago» y de «impuesto a la enfermedad». La Plataforma Contra el Préstamo de Pago en Bibliotecas, en lo referente a introducir el copago en general, y particularmente el copago en el uso de bibliotecas, considera que es «colaborar en el desmontaje del Estado del bienestar».